# Квик, Георгий Алексеевич
Квик, Георгий Алексеевич — российский музыкант, певец, гитарист, аранжировщик, солист популярного в 70-е годы цыганского ансамбля Трио «Ромэн» и ныне существующий дуэт «Ромэн», Заслуженный артист Российской Федерации (1995).

## Биография
Георгий Квик родился 17-го января 1950 года в семье венгерских цыган-музыкантов. Всё детство его прошло среди цыганских песен, музыки. Георгий успешно учился в школе, а всё свободное время отдавал музыке. Овладев искусством игры на гитаре, Георгий скоро увлёкся аккордеоном и поступил в Вильнюсскую музыкальную школу, а когда ему исполнилось 17 лет, — стал работать в цыганском ансамбле как певец и гитарист. В 1971 году, имея уже достаточный опыт работы на эстраде, он пришёл в театр «Ромэн» и был принят в труппу.
В 1973 году образовалось трио «Ромэн», в составе которого Георгий Квик совместно с Играфом Иошкой и Валентиной Пономарёвой был удостоен звания Лауреата Конкурса творческой театральной молодёжи г. Москвы «за безукоризненную музыкальность, тонкий художественный вкус, виртуозную технику ансамблёвского пения». В течение 17 лет Георгий гастролировал с трио не только по стране, но и за рубежом.
Заслуга коллектива состояла в том, что его участники восстанавливали и развивали музыкальные традиции цыганского искусства — писал И. И. Ром-Лебедев.
После ухода из ансамбля Валентины Пономарёвой, в коллектив была приглашена Татьяна Комова.А после ухода Играфа Иошки, в 1983 году трио превратилось в дуэт, сохранив своё название. Георгий стал записывать не только старые песни, уже спетые в трио, но и новые, авторские. Аранжировки к некоторым произведениям сочинял сам. Дуэт «Ромэн» объездил много стран: Америка, Израиль, Англия, Индия и т. д.
- Почётный участник фестиваля «Дни цыганской культуры — Под небом России» — 1995 г.
- Музыкальный руководитель Московского международного фестиваля цыганского искусства «На рубеже веков» — 2000 г.
- Музыкальный руководитель II Международного фестиваля цыганского искусства «Цыганское подворье» — Москва 2002 г.

27 января 1995 года, указом Президента РФ награждён званием «Заслуженный артист России»
Сейчас проживает в Москве, осуществляет сольную концертную деятельность.
Сын — Антощ Квик, певец и руководитель цыганского ансамбля «Очи чёрные».

## Дискография
- Дуэт «Ромэн» — «Побудь со Мной» совместно с Татьяной Комовой
- Дуэт «Ромэн» — «Луны волшебной полосы» совместно с Татьяной Комовой
- Дуэт «Ромэн» — «Русские цыганские романсы» совместно с Татьяной Комовой
- Трио «Ромэн» — 1979 г. Виниловый диск фирмы «Мелодия»
- Поёт Георгий Квик — миньён — 1975 г. Виниловый диск фирмы «Мелодия»
- Трио «Ромэн» — 1975 г. Виниловый диск фирмы «Мелодия»
- Трио «Ромэн» — 1974 г. Музыкальный журнал «Кругозор» № 1 (гибкая пластинка).
- Трио «Ромэн» — 1973 г. Виниловый диск фирмы «Мелодия» CD «Трио ромэн» 2008 г.

## Фильмография
- Эта весёлая планета — камео
- Возвращение «Броненосца» — в составе дуэта «Ромэн»
- Бабушки надвое сказали… — камео
- Мой дом — театр — камео

## Награды и звания
- Заслуженный артист Российской федерации (27 января 1995) — за заслуги в области искусства
- Лауреат Московского конкурса творческой театральной молодёжи (1973)
- Лауреат Всероссийского конкурса артистов эстрады (1973)
- Почётный Диплом фестиваля «Братислава-лира» в Чехословакии (1975)
- Лауреат Международного фестиваля эстрады и кино в Каннах (1976)